# Josh Cassada
Josh Aaron Cassada (San Diego, Californië, 18 juli 1973) is een Amerikaanse natuurkundige, testpiloot en voormalig NASA-astronaut. 

## Opleiding
Cassada groeide op in White Bear Lake, Minnesota en studeerde in 1995 af aan het Albian College in Albion, Michigan met een Bachelor of Arts in natuurkunde. Hij studeerde aan de Universiteit van Rochester en behaalde een Master of Arts en een doctoraat in de natuurkunde in respectievelijk 1997 en 2000. Terwijl hij aan de Universiteit van Rochester studeerde, studeerde Cassada ook deeltjesfysica en deed hij onderzoek aan het Fermilab in Batavia, Illinois.

## Militaire loopbaan
Na het voltooien van zijn studie werd Cassada in 2000 aangesteld als marineofficier. Hij voltooide de vliegopleiding in 2001 en werd in 2002 piloot van een P-3 Orion vanaf marinevliegkamp in Brunswick, Maine. Cassada werd ingezet ter ondersteuning van de oorlogen in Irak en Afghanistan en vloog humanitaire missies na de zeebeving in de Indische Oceaan in 2004. In 2006 studeerde hij af als testpiloot en diende als P-3 Orion en P-8 Poseidon testpiloot vanaf Naval Air Station Patuxent River.
Cassada diende als P-8A officier voor luchtvaardigheidscertificaten en was T-38 Talon en Beechcraft T6 Texan instructeur testpiloot. In 2011 werkte hij voor het Defense Contract Management Agency bij Boeing in Seattle, Washington waar hij toezicht hield op operaties en contracten voor de P-8 Poseidon, Boeing KC-46 Pegasus, Boeing E-3 Sentry en het programma voor Onbemande luchtvaartuigen (UAV) van het United States Marine Corps. Buiten het leger richtte hij samen met twee van zijn klasgenoten van Albion College Quantum Opus op, een fabrikant van fotondetectoren.

## NASA
In 2013 werd Cassada geselecteerd voor NASA Astronautengroep 21, ook wel The 8 Balls genoemd. Deze groep van acht astronauten begon hun training in 2013 en werden in juli 2015 astronaut.
Hij heeft gediend als vluchtleider ter ondersteuning van de operaties van het  internationale ruimtestation (ISS) en werkte aan de ontwikkeling van de Orion- en Commercial Crew programma's. 
In augustus 2018 werden Cassada en Sunita Williams geselecteerd voor een ruimtevlucht met CST-1, de eerste operationele vlucht van de Boeing CST-100 Starliner.
Vanwege vertragingen in de ontwikkeling van Starliner-1 werd Cassada overgeplaatst naar een ruimtevlucht met SpaceX Crew-5.
Cassada nam op 1 oktober 2024 na een periode van elf jaar afscheid van NASA en ging als astronaut met pensioen. Cassada verbleef 157 dagen in de ruimte tijdens de SpaceX Crew-5 missie aan boord van het Internationaal ruimtestation ISS en maakte tijdens die vlucht drie ruimtewandelingen. 

## Priveleven
Cassada en zijn vrouw Megan hebben twee kinderen.

## Missies
Cassada werd op 5 oktober 2022 gelanceerd aan boord van SpaceX Crew-5 als onderdeel van ISS-Expeditie 67 en 68 .